# San Luis, Los Reyes
San Luis är en ort i Mexiko.   Den ligger i kommunen Los Reyes och delstaten Michoacán de Ocampo, i den södra delen av landet, 300 km väster om huvudstaden Mexico City. San Luis ligger 2 511 meter över havet och antalet invånare är 245.
Terrängen runt San Luis är huvudsakligen kuperad, men norrut är den bergig. Runt San Luis är det ganska tätbefolkat, med 52 invånare per kvadratkilometer. Närmaste större samhälle är Charapán, 8,9 km sydost om San Luis. I omgivningarna runt San Luis växer huvudsakligen savannskog.